# Clementinae

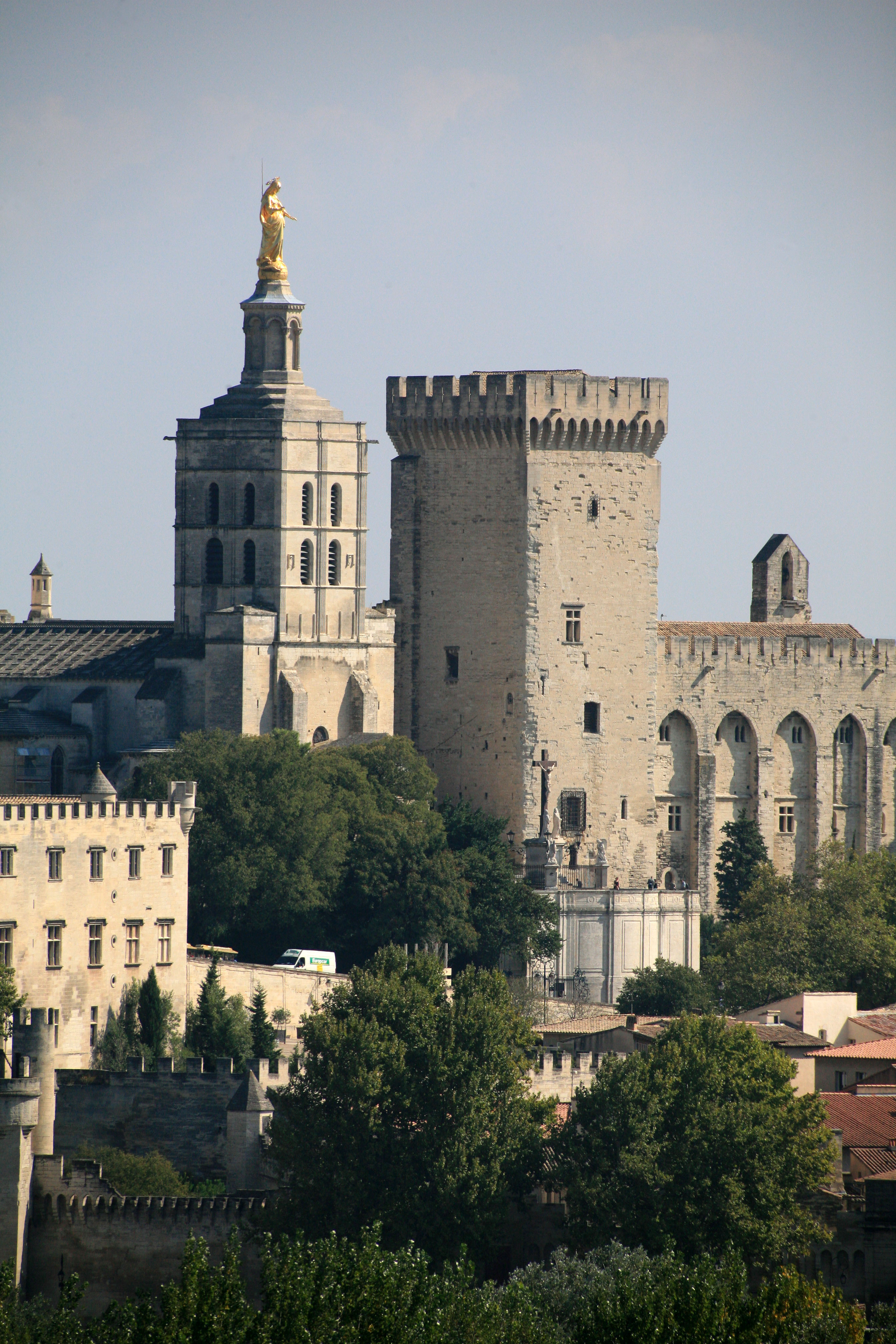
Uno scorcio del Palazzo dei Papi di Avignone, residenza pontificia dal 1308 al 1378.

Le Clementinae sono la parte quarta del Corpus Iuris Canonici e comprende i canoni del concilio di Vienne (Provenza) del 1311-12 e le decretali di papa Clemente V fino alla sua morte (1314).

## Vicende storiche
Papa Clemente aveva ufficialmente promulgato le Clementinae in un concistoro tenuto a Monteaux, vicino a Carpentras (Francia meridionale), il 21 marzo 1314, e inviato all'Università di Orléans e alla Sorbona di Parigi. La morte di Clemente V, avvenuta il 20 aprile successivo, diede luogo a qualche dubbio per quanto riguarda il valore giuridico della compilazione. I dubbi venivano sciolti da papa Giovanni XXII, che con la sua bolla Quoniam nulla, del 25 ottobre 1317, rinnovava la promulgazione, senza apportare alcuna modifica al suo interno. Il nuovo pontefice, che era un canonista, volle così nella sede di Avignone riallacciarsi all'opera del suo predecessore.
Il commento, o glossa ordinaria, si deve al giurista bolognese Giovanni d'Andrea.
Per tradizione le Clementinae assunsero il nome non ufficiale di Liber septimus delle decretali, dopo i cinque di papa Gregorio IX e il Liber Sextus di papa Bonifacio VIII. Clemente V, primo papa della cattività avignonese, aveva una visione della Chiesa innanzitutto come "stabile organizzazione", con una forte attenzione agli aspetti economici.
Le Clementinae sono precedute da:
- il Decretum Gratiani;
- le Decretales Liber Extra emanato da Gregorio IX nel 1234 e il Liber Sextus emanato da Bonifacio VIII nel 1298.

In epoca successiva si aggiunsero:
- le Extravagantes Iohannis XXII, raccolta di Decretali redatta verso il 1325;
- le Extravagantes communes, raccolta privata realizzata da Giovanni di Chappuis.

## Le Constitutiones Clementinae
Con il nome di Costituzioni Clementine o anche di Costituzioni Apostoliche è nota pure la famosa raccolta ecclesiastico-liturgica attribuita impropriamente a san Clemente, che tratta dei doveri del clero e del popolo e comprende anche la "Messa Clementina", che rappresenta il testo più antico della messa a noi noto.